# Serratella frisoni
Serratella frisoni är en dagsländeart som först beskrevs av Mcdunnough 1927.  Serratella frisoni ingår i släktet Serratella och familjen mossdagsländor. Inga underarter finns listade i Catalogue of Life.